# Moni Naor

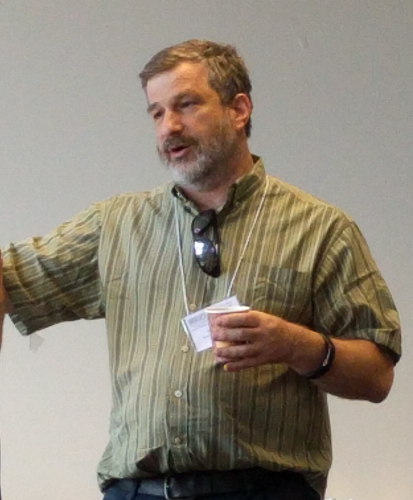
Moni Naor

Moni Naor  (* 1961) ist ein israelischer Informatiker. Er ist Professor am Weizmann-Institut. Er gilt mit Adi Shamir als einer der Begründer der Visuellen Kryptographie (1994).
Naor wurde 1989 an der University of California, Berkeley bei Manuel Blum promoviert (Implicit storage schemes for quick retrieval).
Er ist auch für Arbeiten über malleable (übersetzt: verformbar) Kryptosysteme bekannt (mit Danny Dolev, Cynthia Dwork), einer unerwünschten Eigenschaft (zum Beispiel bei elektronischen Banküberweisungen), bei der ein Angreifer durch Änderung des chiffrierten Textes einen Klartext mit ähnlichem Inhalt erzeugen kann. Mit Cynthia Dwork führte er Proof of Work ein.
Außerdem trug er wie sein Lehrer Manuel Blum zur Captcha-Idee bei.
2008 wurde er Fellow der International Association for Cryptologic Research (IACR). 2014 erhielt er mit Ronald Fagin und Amnon Lotem den Gödel-Preis von ACM und EATCS für ihre Arbeit Optimal Aggregation Algorithms for Middleware, die den Treshold Algorithmus und Instance Optimality einführte. Für 2016 wurde Naor – gemeinsam mit Fiat Amos – der Paris-Kanellakis-Preis zugesprochen, für 2024 der Rothschild-Preis.
Zu seinen Doktoranden gehört Omer Reingold.

## Schriften
- Herausgeber Theory of Cryptography, First Theory of Cryptography Conference, TCC 2004, Cambridge, MA, USA, 19.–21. Februar 2004, Springer Verlag 2004